# Afroamericans a Califòrnia
El terme afroamericans a Califòrnia (o afroamericans de Califòrnia) defineix a aquelles persones que formen part del grup ètnic dels afroamericans que viuen a l'estat de Califòrnia, als Estats Units. El 2016 el 6,5% dels 39.250.017 californians eren afrodescendents (2.551.251 persones). El 2017 es creu que hi havia 2.299.072 afroamericans a Califòrnia (6%). Segons la pàgina web de blackdemographics, el cens de 2014 indicava que hi havia 2.965.376 afroamericans a Califòrnia (8% del total de l'estat), cosa que el converteix en el cinquè estat dels Estats Units amb més població negra. Les zones amb més afroamericans són Los Angeles - Long Beach (1.230.023), San Francisco - Oakland (471.566), Sacramento (158.426) i San Diego (158.213).
Les persones amb avantpassats africans que van aparéixer per primera vegada a l'actual Califòrnia proveniren de Mèxic durant l'època de l'Imperi Espanyol. El 1850 hi ha el primer cens que mostra el nombre de negres que hi havia a Califòrnia: 962 persones i al 1860 n'hi havia 4.086. Al 1910 ja hi havia 22.000 afrodescendents a Califòrnia. Abans de la Segona Guerra Mundial menys d'un 1% de la població de Califòrnia eren afrodescendents. Després de la Segona Guerra Mundial va augmentar molt el nombre de persones negres a Califòrnia.

## Història

### Seglexix
Abans de la era de la febre de l'or de Califòrnia ja hi havia alguns afrodescendents a l'estat: alguns participaren en les primeres exploracions de l'actual Califòrnia i també n'hi hagueren alguns que hi anaren per a cercar-hi fortuna, com l'emprenedor Williams Leidesdorff que va arribar a l'estat el 1841 i que posteriorment va aconseguir ser el vicecònsul de San Francisco. El primer moment en què realment hi van arribar afrodescendents a Califòrnia fou durant la febre de l'or, quan entre 200 i 300 afroamericans van anar a treballar a les mines d'or com a esclaus. En el moment d'aconseguir ser un estat lliure dels Estats Units, el 1850, a Califòrnia hi vivien 962 residents negres. En aquest moment, tot i que el govern estatal va permetre que continués l'esclavitud en algunes zones de Califòrnia, la majoria havien obtingut l aseva llibertat. El 1852 ja hi havia uns 2.000 afrodescendents a Califòrnia (aprox. l'1% de la seva població total).
A partir de mitjan segle xix van anar arribant afrodescendents a Califòrnia, on eren discriminats per la població blanca. A les dècades de 1850 i 1860 els afroamericans californians es van començar a organitzar per a lluitar pel seu dret a vot i per a poder testificar en un judici contra la població d'origen europeu, cosa que no van aconseguir fins que l'estat va ratificar la quinzena esmena de la Constitució dels Estats Units al 1962. El 1880 es va legislar contra la segregació escolar dels afroamericans.
A l'última dècada del segle xix hi va haver un gran augment de la població negra de Califòrnia que va aconseguir avanços polítics, tot i que encara continuava patint discriminació laboral i habitacional. En el cens de 1890 apareix que hi havia 11.322 afrodescendents a Califòrnia. Aquests estaven discriminats en el habitatge, el treball i en els serveis públics. A l'última dècada del segle xix es van establir branques de la Afro-American League (posteriorment el Afroamerican Council) a les ciutats de Bakersfield, Los Angeles, Fresno, Monrovia, Marysville, Oakland, Riverside, Pasadena, Sacramento, San Francisco, San José i Stockton per a lluitar contra la discriminació del seu poble. A més també es van crear clubs de dones, molts dels quals estaven afiliats al California Association of Colored Women's Club. Amb la seva lluita, tot i que no es va acabar la fi de la discriminació racial dels negres californians en tots els àmbits, van aconseguir que es prohibís la discriminació en els serveis públics.

### Segle XX
Durant els primers quaranta anys del segle XX es va doblar la població d'afroamericans californians cada deu anys. Per exemple, al 1910 ja eren 20.000. Aquest augment de població negra de Califòrnia va fer que es creessin noves associacions activistes a favor dels seus drets. El 1914 es va crear a Los Angeles una branca de la National Association for the Advancement of Colored People (NAACP).
El 1918 Frederick Roberts va esdevenir el primer congressista estatal negre (pel districte 74è) pel Partit Republicà i va aconseguir que es votessin lleis contra la discriminació dels afrodescendents. El 1920 ja hi havia 40.000 negres californians. Alguns dels líders afrodescendents californians com els editors del California Eagle van esdevenir seguidors de la Universal Negro Improvement Association (UNIA) de Marcus Garvey, però el 1921 diversos centenars del miler de membres de la UNIA de Los Angeles la van abandonar. A principis de la dècada de 1920 es va crear una branca de la National Urban League a Los Angeles, que també va tenir una branca a la Zona de la Bahia després de la Segona Guerra Mundial.
A Los Angeles, entre el 1920 i el 1950 hi va créixer un barri afroamericà a Central Avenue que va afavorir una vida cultural afrodescendent vibrant. Aquest va néixer a causa de la segregació residencial que hi havia a l'estat.
En l'època de la Gran Depressió, a la dècada de 1930, es va alentir l'augment de la població negra de Califòrnia. El 1930 vivien a Califòrnia uns 80.000 afrodescendents i al 1940 n'hi havia uns 125.000. En aquesta època Roberts va perdre el seu escó al Congrés de Califòrnia, on fou reemplaçat pel també afroamericà, Augustus F. Hawkins (Partit Demòcrata), que va continuar la tasca del seu predecessor en la lluita pels drets dels seus conciutadans negres.
A Califòrnia no hi havia segregació racial escolar, però hi va haver pocs afroamericans que assolissin estudis superiors abans de la Segona Guerra Mundial. Entre els afrodescendents que van assolir llocs notables en aquesta època destaquen Walter Arthur Gordon (fiscal i posterior governador de les Illes Verges Nord-americanes) i Ralph Bunche (polític i diplomàtic que posteriorment va guanyar el Premi Nobel de la Pau). Els esportistes més destacats d'aquesta època foren els futbolistes Kenny Washington i Woody Strode i el jugador de beisbol Jackie Robinson.

#### Després de la Segona Guerra Mundial
La Segona Guerra Mundial va provocar una gran migració d'afrodescendents cap a Califòrnia. Per exemple, a Los Angeles s'hi va doblar la població negra (va passar de tenir uns 65.000 afrodescendents a tenir-ne uns 133.000), a Oakland hi va haver un 360% d'augment de la població afrodescendent (van passar de 8.000 a 37.000), a la zona de San Francisco aquests van augmentar un 500% (van passar de 5.000 a 32.000) i a Richmond (al nord d'Oakland), van augmentar un 1750% (van passar de ser-ne 270 a ser-ne més de 5.000). Així, en el cens de 1950 ja s'hi comptabilitzaven 462.172 negres a Califòrnia Aquesta immigració fou deguda a l'explosió de llocs de treball de les indústries de la guerra, tot i que encara romania la discriminació racial a Califòrnia que feia que els afrodescendents haguessin de treballar en els llocs de treball més perillosos i pitjor valorats.
Després de la Segona Guerra Mundial molts afroamericans van continuar lluitant contra la discriminació racial, ja que l'índex d'atur dels afrodescendents era molt superior a la dels altres grups humans i que aquests vivien en habitatges de poca qualitat a causa de les restriccions de l'ús dels materials de la construcció durant la Guerra. Després de la guerra els barris dels afrodescendents van créixer i alguns van anar a viure a barris que no eren exclusivament de negres.

#### Dècades de 1960 i 1970
L'augment de la població afrodescendent va continuar fins a la dècada de 1990. En el cens de 1960 hi havia comptabilitzats 900.000 negres, al 1970 n'hi havia 1.400.000 i el 1980, 1.800.000 i el 1990, 2.200.000. El 1948 el farmacèutic William Byron Rumford també va obtenir un escó a l'Assemblea de Califòrnia.
Al 1962 Hawkins va obtenir un escó per Califòrnia al Congrés dels Estats Units, d'on es va retirar el 1990. A més, a aquest any, a l'Assemblea de Califòrnia hi va haver dos nous representants afrodescendents a causa de l'augment de la població negra: Mervyn M. Dymally i F. Douglas Ferrell. El 1964 fou elegit per l'Assemblea a Willie L. Brown Jr., de la que fou portaveu el 1981. Aquest, al 1995 es va convertir en l'alcalde de San Francisco, càrrec que va ocupar fins al 2004. En l'àmbit local, els afrodescendents també van començar a ocupar-hi càrrecs electes des de principis de la dècada de 1960.
Aquest augment dels polítics afroamericans van ajudar que el seu col·lectiu guanyés drets civils. Per exemple. al 1963 es va prohibir la discriminació en la compra o lloguer d'habitatges.
Tot i això, aquesta discriminació va continuar, per exemple en l'àmbit laboral, ja que molts afrodescendents no podien accedir a llocs de treball situats a fora les ciutats, ja que no hi havia un bon sistema de transport públic i calia transport privat per arribar-hi. Per això, a principis de la dècada de 1960 hi va començar a haver conflictes entre els afroamericans i la policia que van eclosionar en el disturbi de Los Angeles de l'agost de 1965, conegut amb el nom de disturbis de Watts (sud de Los Angeles), on van morir 34 afroamericans. Després d'aquests, a Watts es van implementar programes contra la pobresa i s'hi va construir un hospital.
Els afroamericans van crear unes organitzacions noves que utilitzaven noves eines per a lluitar pel dret dels afrodescendents que es justificaven per la violència policial. El 1966 es va crear a Oaklant el Black Panther Party for the Self-Defense, liderat per Huey P. Newton i Bobby Seale. Aquest, fins a la dècada de 1970 va apostar per la lluita armada d'autodefensa i per distribuir aliments a alumnes afrodescendents. A partir d'aquest moment va apostar per la via democràtica que va ajudar a fer que el 1977 s'elegís el primer alcalde negre d'Oakland, Lionel J. Wilson.
Al 1966 hi va haver nous polítics electes a l'Assemblea de Califòrnia (Yvonne Brathwaite Burke, Bill Green, Leon Ralph i John Miller) i Dimally va esdevenir el primer afroamericà que va obtenir un escó al Senat de Califòrnia. Aquest, al 1974 va esdevenir el vice-governador de Califòrnia i el 1980 va aconseguir un escó al Congrés dels Estats Units. El 1970 Ronald Dellums va aconseguir un escó al Congrés estatunidenc i al 1972 ho va fer Burke. Aquest, al mateix temps, fou el primer afroamericà que aconseguí una plaça a Los Angeles County Board of Supervisors (govern compost de 5 persones del comtat més poblat dels Estats Units). El 1973 Tom Bradley fou el primer negre elegit alcalde de Los Angeles.

#### Finals del segle XX
Tot i que Califòrnia fou governat per governs lliberals, els afroamericans continuaven gaudien d'un nivell de vida menor que els dels californians blancs, sobretot en l'àmbit econòmic. Això, juntament amb l'apreciació de discriminació per part de la policia, va contribuir als disturbis de Rodney King (disturbis de Los Angeles de 1992). Nombrosos afroamericans es van aixecar després de veure un vídeo en el qual 4 oficials de la polícia de Los Angeles apallissaren Rodney King. A diferència de disturbis anteriors protagonitzats per afrodescendents, aquest va succeir en diversos llocs i també hi van participar llatins. En aquests disturbis que van durar 4 dies hi van morir 50 persones.
A la dècada de 1990 hi va haver un declivi de la immigració afroamericana a Califòrnia a causa de l'hostilitat contra la discriminació positiva dels afrodescendents, les difícils relacions que tenien amb la policia i a les dificultats econòmiques d'aquest col·lectiu. En aquesta dècada, la població afrodescendent només va augmentar en 60.000 persones.

### Segle XXI
Al segle xxi, els afroamericans també van protagonitzar els Disturbis d'Oakland de 2014 després que la policia matés a l'adolescent afrodescendent Michael Brown.

## Demografia i geografia
Segons estimacions oficials, al 2015 el 5,9% dels 36.686.567 californians eren només afroamericans (2.265.387) (amb un marge d'error de +/-6.484 persones). Al cens de 2010 hi figuren 2.299.072 negres o afroamericans (únicament), el 6,2% dels 37.253.956 californians. Segons la pàgina web de suburbanstats.org al 2017 hi havia 2.299.072 afrodescendents californians, cosa que representa el 6% del total dels habitants d'aquest estat. D'aquests, 1.136.385 eren homes i 1.162.687 eren dones
L'única població en què més de la meitat de la seva població són negres és Emeryville (en són el 52,59%), situada en el corredor entre les ciutats de Berkeley i Oakland, a la zona de la Badia de San Francisco. A més, a 8 poblacions més els afrodescendents representen més del 30% del total de la seva població: San Quentin (39,26%), Inglewood (39,25%), Compton (37,91%), Altadena (36,64%), Richmond (36,45%), Oakland (33,47% de 390.827 habitants) i Hawthorne (30,30%). A només 72 de les 1.044 poblacions de Califòrnia els afroamericans representen més del 10% del total de la seva població. Hi ha 138 petites poblacions de Califòrnia en les quals no hi ha comptabilitzat cap afroamericà.
En termes absoluts, la ciutat californiana amb més persones negres és Los Angeles (395.571, que representen el 16,79% dels seus habitants), Oakland (130.810, el 33,47% dels seus habitants), San Diego (96.046, el 8,39% dels seus habitants), Sacramento (93.562, el 13,57% dels seus habitants), Long Beach (70.694, el 14,71% dels seus habitants), San Francisco (60.407, el 7,79% dels seus habitants), Inglewood (54.358, el 39,25% dels seus habitants), Compton (48.717, el 37,91% dels seus habitants), Fresno (37.870, el 7,52% dels seus habitants), San Bernardino (33.013, el 15,78% dels seus habitants), San José (31.998, el 3,44% dels seus habitants) i Stockton (30.018, el 9,72% dels seus habitants). Les grans ciutats en les quals hi ha menys proporció d'afrodescendents són Huntington Beach (només hi ha 1.522 persones negres, que representen el 0,8% del total de la seva població) i Santa Ana (hi ha 5.932 afrodescendents, que representen l'1,63% dels seus 363.938 habitants.
Respecte als comtats californians, el que té una proporció d'afroamericans més alta és el comtat de Solano (14,9%), seguit del comtat d'Alameda (12,4%) i del comtat de Sacramento (10,8%). Al comtat de Contra Costa (9,6%), el Comtat de San Bernardino (9,5%) i el comtat de Los Angeles (9,2%) més del 9% de la seva població són negres. Per altra banda, hi ha 7 comtats en els quals menys de l'1% del total de la seva població són afrodescendents: El Dorado, Inyo i Tehama (0,9%); Mono (0,7%), Trinity (0,6%), Nevada (0,5%), Alpine i el comtat de Sierra (0,4%). Territorialment, les zones amb una proporció més alta d'afrodescendents són la zona de la Badia de San Francisco (comtats de Solano, Sacramento, Contra Costa, Alameda i San Joaquin a la zona central de la costa de Califòrnia, al sud de l'estat, als comtats de Los Angeles i de San Bernardino i a l'interior del nord de Califòrnia, al comtat de Lassen el 8,5% del total de la seva població són afrodescendents.

## Mitjans de Comunicació
El 1919 es van mencionar per primera vegada a afroamericans residents de Califòrnia per part de l'historiador Delilah Beasley. Posteriorment hi va haver més informació sobre afroamericans en diaris com The Journal of Negro history i The Journal of African American History. A Califòrnia hi ha altres publicacions afroamericanes com el California Eagle, el California Voice i el Los Angeles Sentinel.

## Educació
El 1972 la Cort Suprema de Califòrnia va decidir que la segregació escolar era anticonstitucional en el cas Ward versus Floor ratificant la Catorzena i la Quinzena esmena de la Constitució dels Estats Units després que ho demanés el Districte Escolar Unificat de Los Angeles. El 1994 el 7% dels estudiants universitaris de Califòrnia eren afrodescendents, mentre que als Estats Units ho eren el 9%.

## Cultura
A Los Angeles hi ha el California African American Museum.